# Pčoliné
Pčoliné (bis 1927 slowakisch „Pčšolina“; ungarisch Méhesfalva – bis 1907 Pcsolina, ukrainisch Пчолиний/Ptscholinij) ist eine Gemeinde im Okres Snina (Prešovský kraj) im äußersten Osten der Slowakei mit 542 Einwohnern (Stand 31. Dezember 2024) in der traditionellen Landschaft Zemplín.

## Geographie
Die Gemeinde befindet sich im Ostteil der Niederen Beskiden im Tal des Flüsschens Pčolinka. Im Ort gibt es eine Kvasná voda genannte Mineralquelle. Das Ortszentrum liegt auf einer Höhe von 346 m n.m. und ist 10 Kilometer von Snina entfernt.
Nachbargemeinden sind Čukalovce im Norden, Parihuzovce im Nordosten, Stakčín (Katastralgemeinden Ostrožica, Starina) im Osten, Jalová und erneut Stakčín im Südosten, Snina im Süden, Pichne und Nechválova Polianka im Westen.

## Geschichte
Das heutige Gemeindegebiet wurde im Mittelalter im 13. und 14. Jahrhundert durch russinische Bevölkerung besiedelt, im Zuge der Besiedlung des Gebietes durch ungarische Landbesitzer. Der Ort wurde zum ersten Mal 1343 in einer Donationsurkunde von Ludwig I. erwähnt, in dem die Familie Drugeth Herrschaftsgebiete der Burgen Brekov und Jasenov erhielt. 1557 wurde Pčoliné in Höhe von 11,5 Porta, 1598 standen 39 Häuser im Ort. Am Anfang des 18. Jahrhunderts wurde das Dorf Besitz des Geschlechts Csáky. 1715 gab es 52 verlassene und 18 bewohnte Haushalte, 1787 hatte die Ortschaft 135 Häuser und 948 Einwohner, 1828 zählte man 150 Häuser und 1160 Einwohner, die als Landwirte, Köhler, Viehhalter und Waldarbeiter beschäftigt waren. Nach einer Pestepidemie im Jahr 1831 wanderten viele Einwohner Richtung Niederungarn aus.
Bis 1918 gehörte der im Komitat Semplin liegende Ort zum Königreich Ungarn und kam danach zur Tschechoslowakei beziehungsweise heute Slowakei.

### Name
Der Ortsname leitet sich von der ostslowakischen mundartlichen Bezeichnung für Honigbienen, pčola (Sg.), standardsprachlich včela, ab. Pčoliné ist demzufolge ein aus dem Adjektiv pčolinný abgeleitetes Wort, mit der Bedeutung „Bienenhäuser, Bienenstöcke betreffend“ und weist auf die einstige Beschäftigung der Einwohner als Imker hin. Auch die ungarische Übersetzung Méhesfalva bedeutet „Dorf mit Bienenstöcken“, da ung. méhes = Bienenstock.

## Bevölkerung
| Jahr                | 1994 | 2004     | 2014    | 2024    |
| ------------------- | ---- | -------- | ------- | ------- |
| Anzahl der Personen | 656  | 589      | 577     | 542     |
| Unterschied         |      | −10,21 % | −2,03 % | −6,06 % |

| Jahr                | 2023 | 2024    |
| ------------------- | ---- | ------- |
| Anzahl der Personen | 540  | 542     |
| Unterschied         |      | +0,37 % |

Nach der Volkszählung 2011 wohnten in Pčoliné 582 Einwohner, davon 300 Slowaken, 243 Russinen, 15 Ukrainer, zwei Tschechen und ein Rom. 21 Einwohner machte keine Angabe zur Ethnie.
439 Einwohner bekannten sich zur griechisch-katholischen Kirche, 57 Einwohner zur römisch-katholischen Kirche, 31 Einwohner zur orthodoxen Kirche, sechs Einwohner zu den Zeugen Jehovas sowie jeweils ein Einwohner zu den Baptisten und zur Evangelischen Kirche A. B. 24 Einwohner waren konfessionslos und bei vier Einwohnern ist die Konfession nicht ermittelt.

## Bauwerke
- griechisch-katholische Kirche Entschlafung der Gottesgebärerin aus dem Jahr 1903
- orthodoxe Erzengel-Michael-Kapelle aus dem Jahr 1901